# Kantonsschule Wil
Die Kantonsschule Wil ist eine Mittelschule des Kantons St. Gallen und befindet sich in Wil SG. Derzeit besuchen ca. 600 Schüler die Mittelschule, welche im Jahr 2002 eröffnet wurde. Wegen der Lage am Kantonsrand wird die Schule zusätzlich vom Kanton Thurgau getragen. 2015 erhielt die Kantonschule Wil den Schulpreis der Wissenschafts-Olympiade.

## Geschichte
1969 gründete sich in Wil ein Mittelschulverein, der sich für die Gründung einer Mittelschule in Wil engagierte. Der Verein existiert heute noch und hat sich mittlerweile in den Ehemaligenverein der Kantonsschule gewandelt. Die Region Wil fühlte sich gegenüber den zahlreichen Schulgründungen im Kanton im Stich gelassen. Insbesondere hatte man das Projekt 1992 aus finanziellen Gründen nochmals aufgeschoben. Aufgrund der nahen Lage zum Kanton Thurgau entschied man sich bereits früh für eine spezielle Lösung: Die Schule wird vom Kanton St. Gallen getragen, aber auch vom Kanton Thurgau mitfinanziert. Schülerinnen und Schüler aus dem Thurgau dürfen entsprechend den Unterricht in Wil besuchen. Die beiden kantonalen Parlamente stimmten diesem Vorschlag im Frühjahr 2000 zu. Auf das Schuljahr 2003/04 wurde der Schulbetrieb aufgenommen. Damals noch für zwei Jahre im Provisorium auf dem Zeughausareal.

## Gebäude
Nachdem die Schule während zwei Jahren in einem Provisorium untergebracht war, wurde im Sommer 2004 der Neubau eröffnet. Das Gebäude ist ein Holzbau, der aus vier Trakten besteht, die sich um den Innenhof anordnen. Es handelt sich dabei um eine der grössten Holzbauten der Schweiz.
Die Heizenergie wird durch eine Holzschnitzel-/Gasheizung sichergestellt. Die 2012 erbaute Photovoltaikanlage wird von den Technischen Betrieben Wil betrieben. Der erzeugte Strom wird ins regionale Stromnetz eingespeist.